# PDP-1
PDP-1 (ang. Programmed Data Processor-1) – pierwszy komputer Digitala należący do serii PDP. Jest to jeden z minikomputerów najwcześniej wprowadzonych na rynek. Produkcję rozpoczęto w 1960 r. Komputer ten jest znany z tego, że był jedną z podstawowych maszyn nowo tworzącej się kultury hakerskiej MIT-u, BBN-u i innych ośrodków. PDP-1 był także platformą jednej z pierwszych gier komputerowych, Spacewar! Steve’a Russela.

## Budowa
Był to komputer tranzystorowy oparty na 18-bitowych słowach i miał 4k słów ferrytowej pamięci operacyjnej (odpowiednik 9 kilobajtów lub 9000 bajtów) z możliwością rozbudowy do 64k słów (144 kB). Cykl pamięci głównej trwał 5 mikrosekund (co odpowiadało „prędkości zegara” 200 kiloherców). Efektywnie instrukcje arytmetyczne zajmowały 10 mikrosekund, więc komputer wykonywał 100 000 operacji na sekundę (operacje te wymagały dwóch cykli pamięci: jednego na pobranie instrukcji, a drugiego na pobranie danych). Komputer obsługiwał liczby całkowite ze znakiem w systemie ZU1.

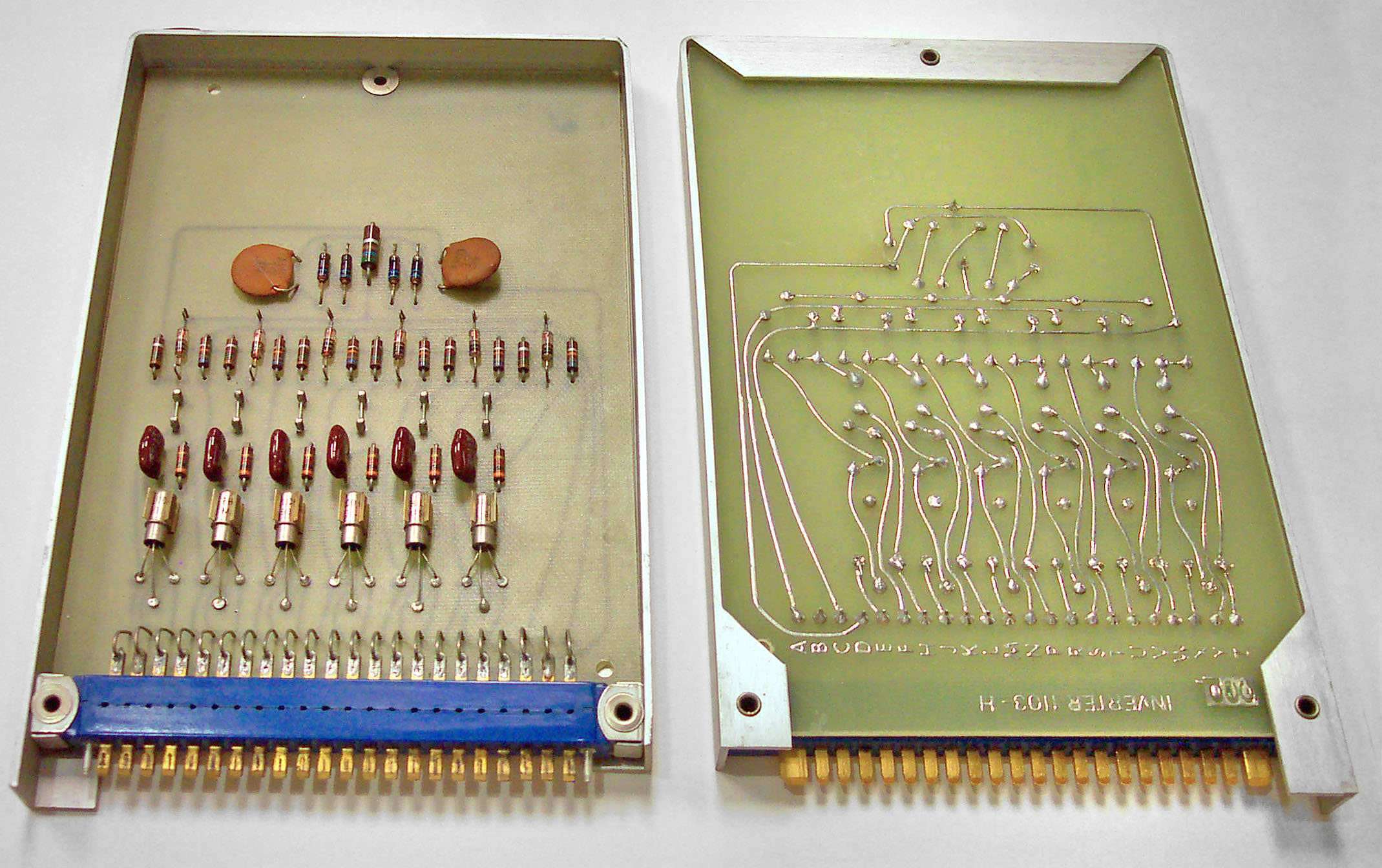
Moduł systemowy System Building Blocks – w tym przypadku karta inwertera pokazana z obu stron.

Budowa PDP-1 opierała się na 2700 tranzystorach i 3000 diod, które głównie wchodziły w skład modułów systemowych o nazwie System Building Blocks zawierających tranzystory o prędkości przełączania rzędu 5 MHz. Moduły systemowe były następnie montowane w wielu 19-calowych szafach teleinformatycznych, a one w pojedynczej wielkiej skrzyni wyposażonej w panel sterowania zawierający przełączniki i sygnalizatory świetlne. Powyżej panelu sterowania były umieszczone standardowe rozwiązania wejścia-wyjścia, czyli czytnik i drukarka taśm perforowanych.

W podstawowej konfiguracji PDP-1 był sprzedawany za 120.000 $ (w 2015 roku to odpowiednik 950.000 $). Ostatecznie 53 egzemplarze tej maszyny zostały dostarczone do 1969 roku, kiedy to zaprzestano jej produkcji.

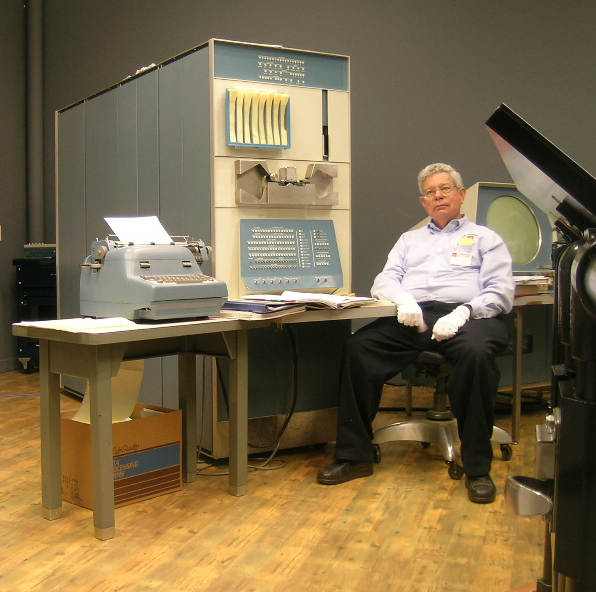
PDP-1 i Steve Russell, twórca gry Spacewar!. Pośrodku, nad biurkiem, główny panel sterowania, nad nim (srebrny) czytnik taśm perforowanych, pionowy slot powyżej to wyjście taśmy z dalekopisu, a obok podajnik na osiem taśm perforowanych.